# 水沢市

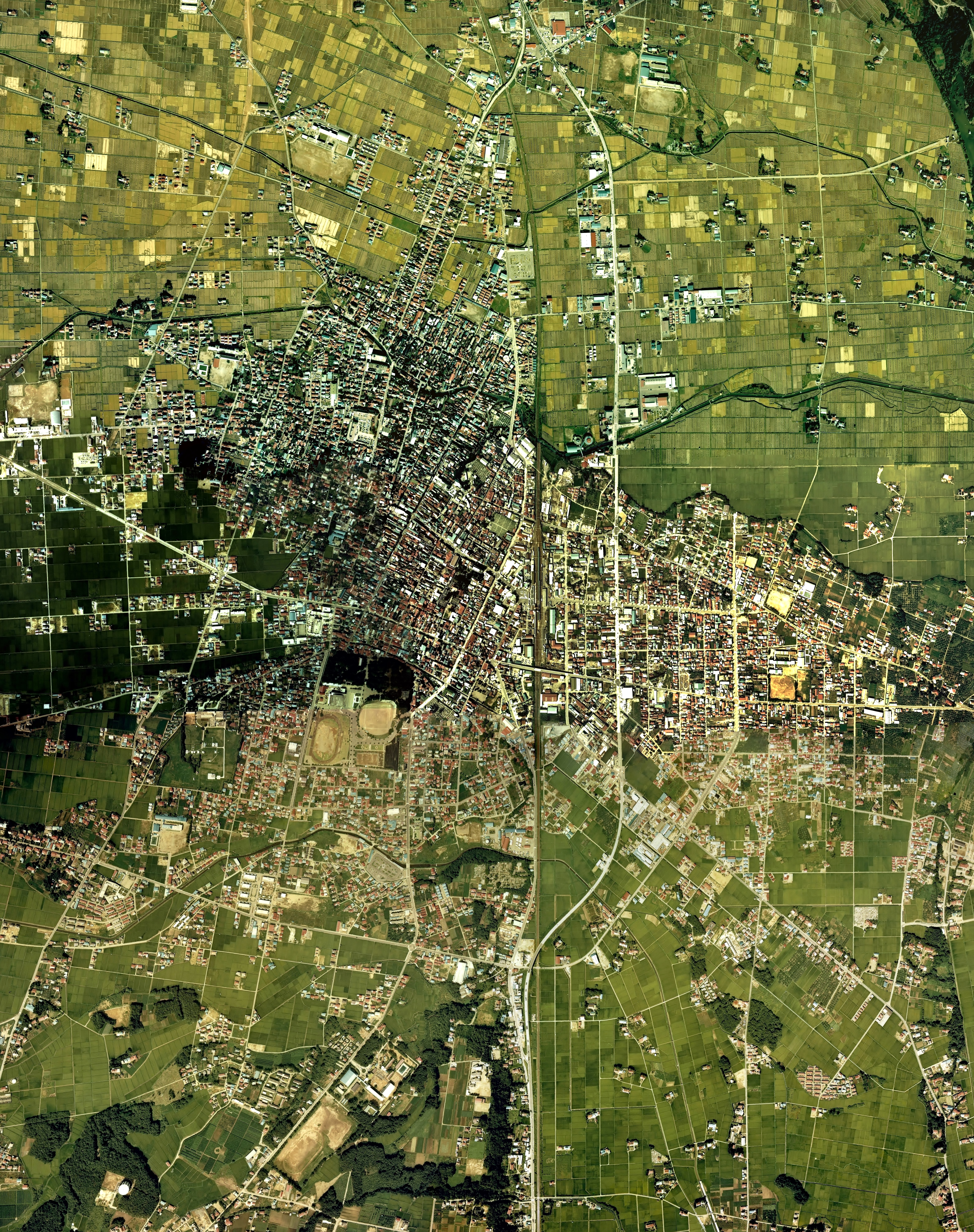
水沢駅周辺の空中写真。1976年撮影の12枚を合成作成。
。

水沢市（みずさわし）は、岩手県の内陸南部にかつて存在した市。
商人の街、偉人の街、天文台の街、鋳物の街、みちのくの小京都として知られる。
周辺自治体と合併し、現在は奥州市の中心部に位置する。

## 地理
北上盆地の南部に位置し、北に北上市、南に一関市がある。市の北部を西から東に流れる、胆沢川によって形成された胆沢扇状地の東端に位置し、南北に北上川が流れる。東部は北上山地の山並みが連なり、西部は扇状地の肥沃な大地が広がり胆沢町と接する。

### 隣接していた自治体
- 江刺市、一関市
- 胆沢郡金ケ崎町、胆沢町、前沢町

## 概要

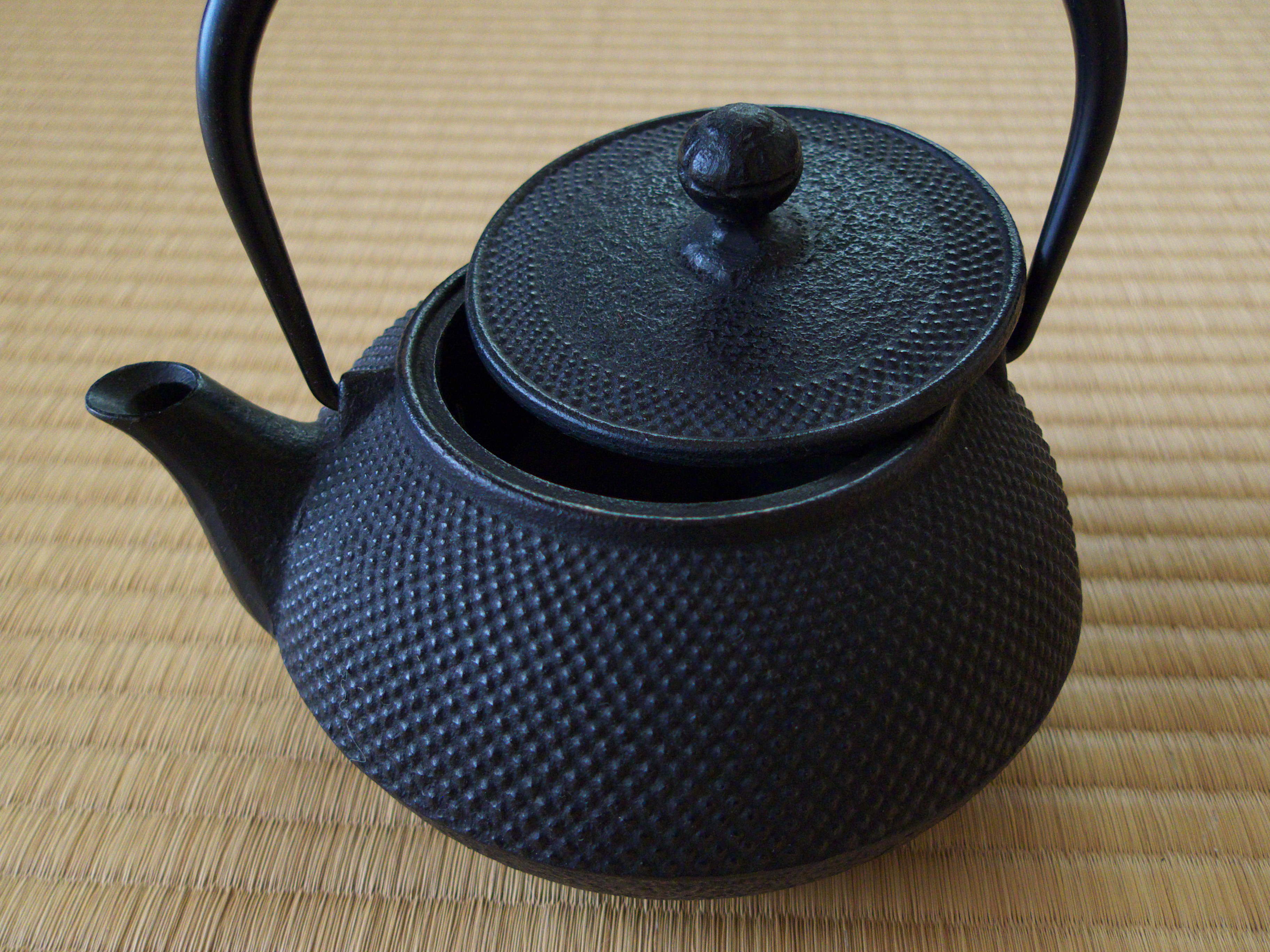
南部鉄器鉄瓶

水沢市の面積は96.92平方キロメートルと県内12市のなかではもっとも狭く、人口は約6万人と県内12市のなかでは5番目に多い。また1平方キロメートル当りの人口密度は約630人で、人口28万人の盛岡市を抜いて県内で一番高い。
産業構造は、商業・サービス業などの第三次産業が60%と高く、製造・建設業などの第二次産業は30%, 農林業などの第一次産業は10%で、水沢市は商業都市としての性格が強い。実際、商業販売額は盛岡市に次ぎ、県南の中核的流通都市としての役割も大きい。
「みちのくの小京都」と称される城下町水沢は、水沢城を居城とした留守氏（水沢伊達氏）1万6000石の城下町で、いまも住時をしのばせる武家屋敷が残されている。
市南東部の黒石地区にある正法寺は日本一の茅葺屋根で有名な古刹で、国の重要文化財に指定されている。黒石寺も東北地方最古の寺院で、みちのくの奇祭・蘇民祭などで知られる。
市東部の羽田地区では、江戸時代から続く伝統産業の鋳物である南部鉄器が有名。また、星ガ丘町には日本の天文学で重要な役割を担った緯度観測所（現・国立天文台水沢観測所）がある。
春には「日高火防祭」「子供騎馬武者行列」、夏は「ざっつぁかまつり」「花火大会」、秋は「グルメまつり」「YOSAKOI in 水沢」、冬は「黒石寺蘇民祭」と、年間を通して多様な祭りがある。
江戸初期の後藤寿庵、幕末期の高野長英・箕作省吾、明治初期の山崎為徳・後藤新平・斎藤實など大きな足跡を残した人物を輩出した「偉人のまち」として知られ、国立天文台水沢観測センターには「z項」の発見者、初代所長木村栄の記念館もある。
ダイヤモンド社が発行した「全国693都市ランキング1999」の中で、「暮らしやすさ」「豊かさ」「成長度」の3項目すべてが平均以上のベストシティに選ばれている。また、日経パソコン誌が全国自治体の行政情報化の進展度を調査した「e都市ランキング2005」で、兵庫県西宮市に次いで全国2位の高評価を受けている。

## 歴史

### 地名の由来
水沢の地名の由来、縁起は不詳であるが、扇状地の扇端部地形に特徴的な伏流水や湧水がよくみられることから呼称された自然地名の可能性が高い。

### 古代 - 中世

胆沢城跡 政庁地区

約4万年から3万3000年前には、斜軸尖頭器を出土した柳沢舘遺跡などが存在し、旧石器時代から人が住んでいたと考えられる。 
平安時代初期に後の水沢市を含む胆沢地方は朝廷が派遣する軍隊と交戦を繰り返し、度々これを退けた。巣伏の戦いでのアテルイの戦勝は中でも目覚ましいものだったが、数年後には坂上田村麻呂が率いる征夷軍が胆沢を制圧し、延暦21年（802年）に後の水沢市域に胆沢城を築いた。同じ年にアテルイは降伏し、斬首された。これによって胆沢地方は律令体制下に組み込まれることになり、胆沢郡が新たに設置された。胆沢郡は胆沢城の鎮守府将軍の管轄下にあり、後には江刺郡・和賀郡・稗貫郡・紫波郡・岩手郡と共に奥六郡とも呼ばれた。
11世紀には胆沢鎮守府の在庁官人から「奥六郡の司」として台頭してきた安倍氏の権益の中に組み込まれた。市域にも安倍氏の砦の一つ瀬原柵（水沢市瀬台野が疑定地とされる）があったとされる。前九年・後三年の役が終わると、安倍氏の血を唯一引く奥州藤原氏初代清衡によって、平泉の時代を迎えた。水沢にも、平泉の供養法田などがあり、平泉の勢力下にあったことを示している。
文治5年、鎌倉の源頼朝によって平泉滅亡後、葛西氏が奥州総奉行となり、水沢には重臣であったとされる佐々木氏や柏山氏が治める事になる。柏山氏は半独立した存在だったが、豊臣秀吉の小田原征伐に呼応せず葛西氏同様に奥州仕置により改易され、子息が南部氏に仕えることになる。

### 近世

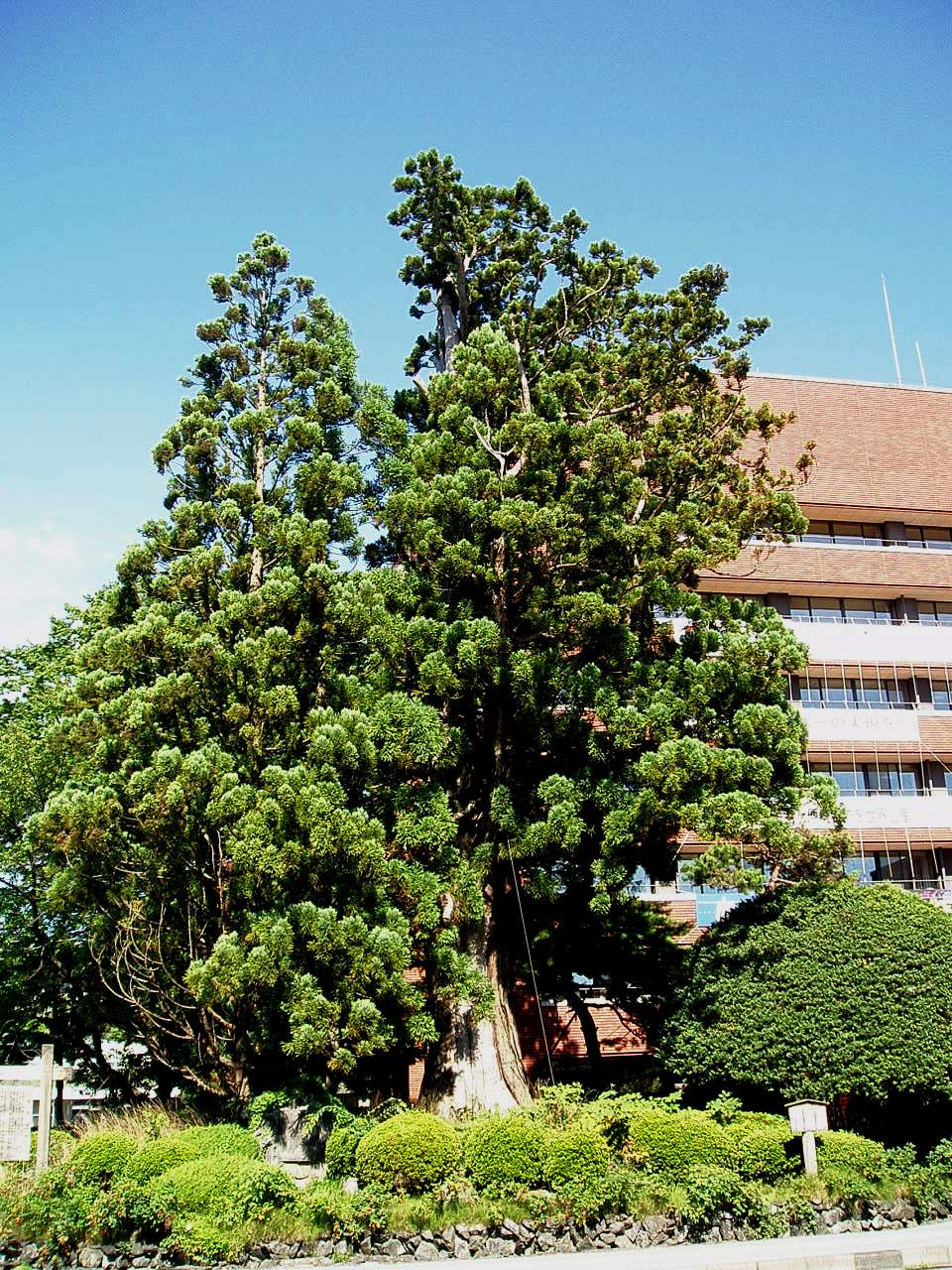
水沢城跡の姥杉

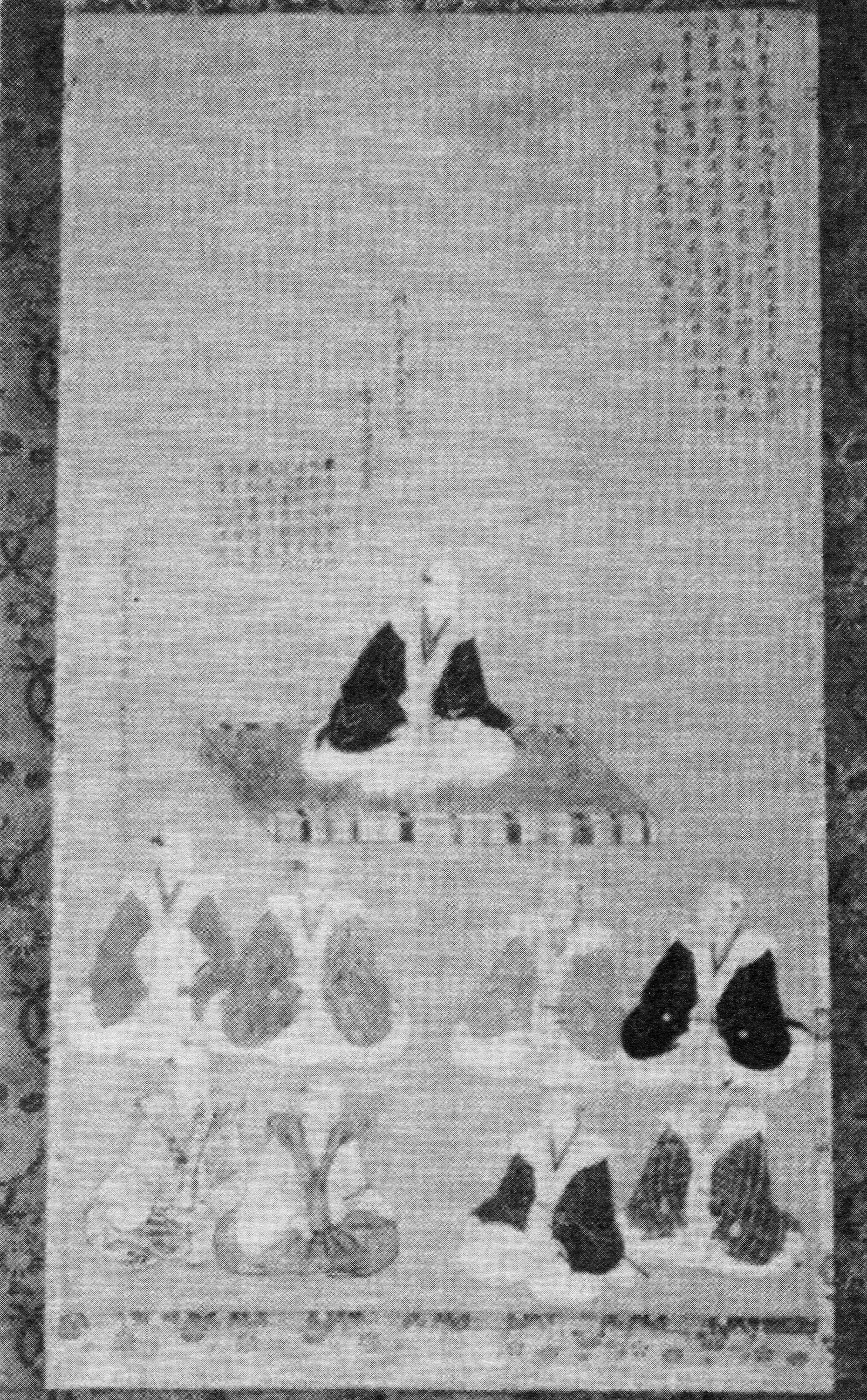
留守宗利とその殉死者の肖像

江戸時代には、水沢城（一国一城令により水沢要害と名称を変更）に仙台藩一門・伊達宗利が入り、以降明治維新に至るまで水沢伊達氏の統治が続いた。宗利は城を中心に家臣団を配置し、奥州街道沿いには商家町として商人を集め、その外側（東側）に寺院を集めて寺町を形成した。城下町の中には乙女川を筆頭に小さな川が何本か流れ込んでいるが、これを町割りや堀に利用するなど様々な工夫を施し、ここに後の水沢市街の原型が形成された。水沢は奥州街道が南北を貫き、手倉街道と盛街道が交差する交通の要所であったため、宿場町としても栄えた。
また、伊達政宗の家臣でキリシタンである後藤寿庵は見分（水沢市福原）に千二百石を領した。自分の家臣や領民をキリシタンに帰依させ、居館の傍に天主堂やクルス場(墓地)をおき、この地を聖書の福音にちなんで福原に改めた。ここに全国から信者が移り住み、ガルバリヨ神父など外国人宣教師も訪れ、福原は東北地方のキリシタン布教の拠点となった。そして、外国の知識を大いに活用して胆沢川の水を引く用水堰の開削に尽力し、胆沢平野の開墾に大きな功績を残した。

### 近代 - 現代

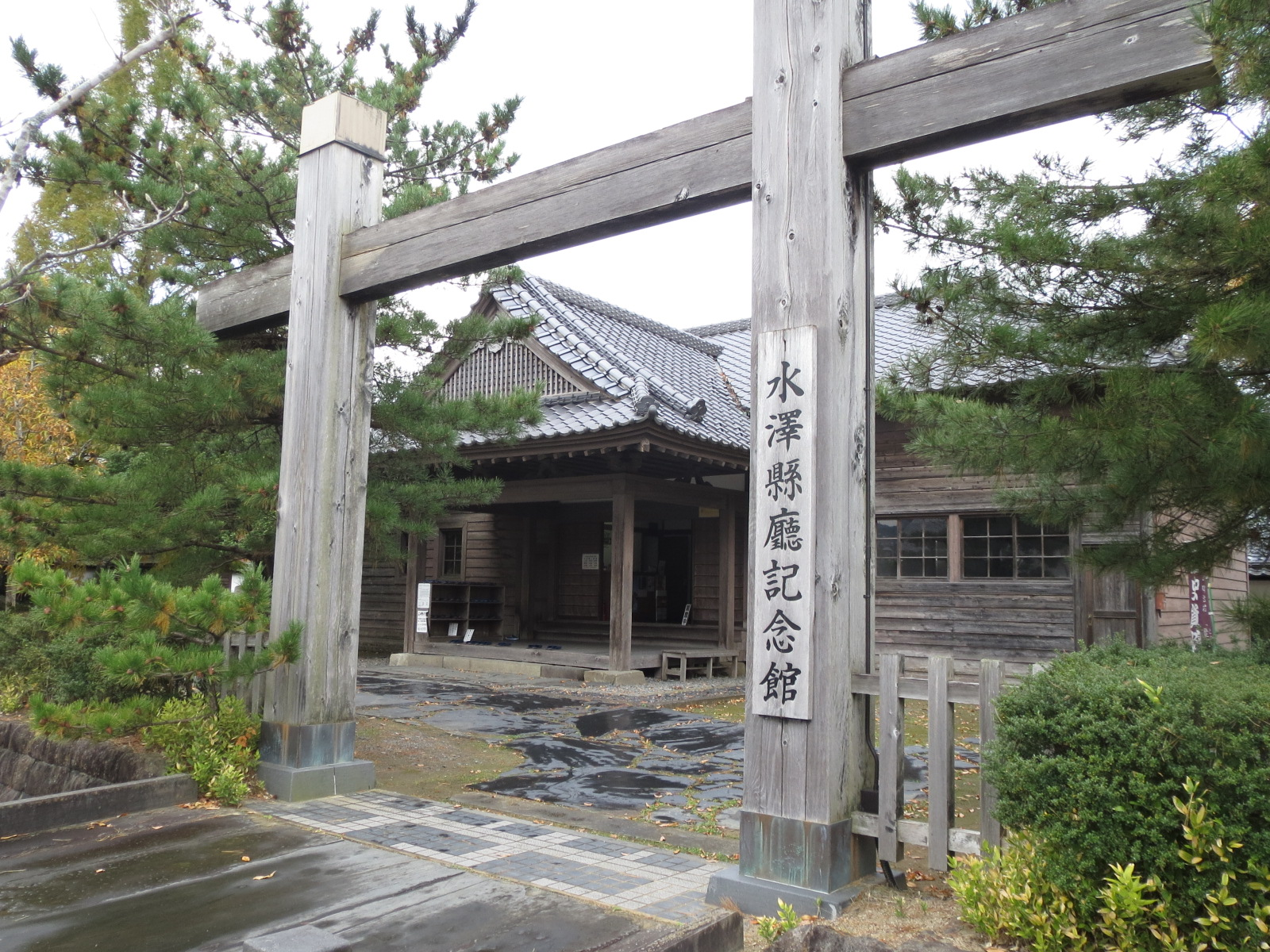
かつて水沢県庁舎として使用されていた水沢県庁記念館（宮城県登米市）

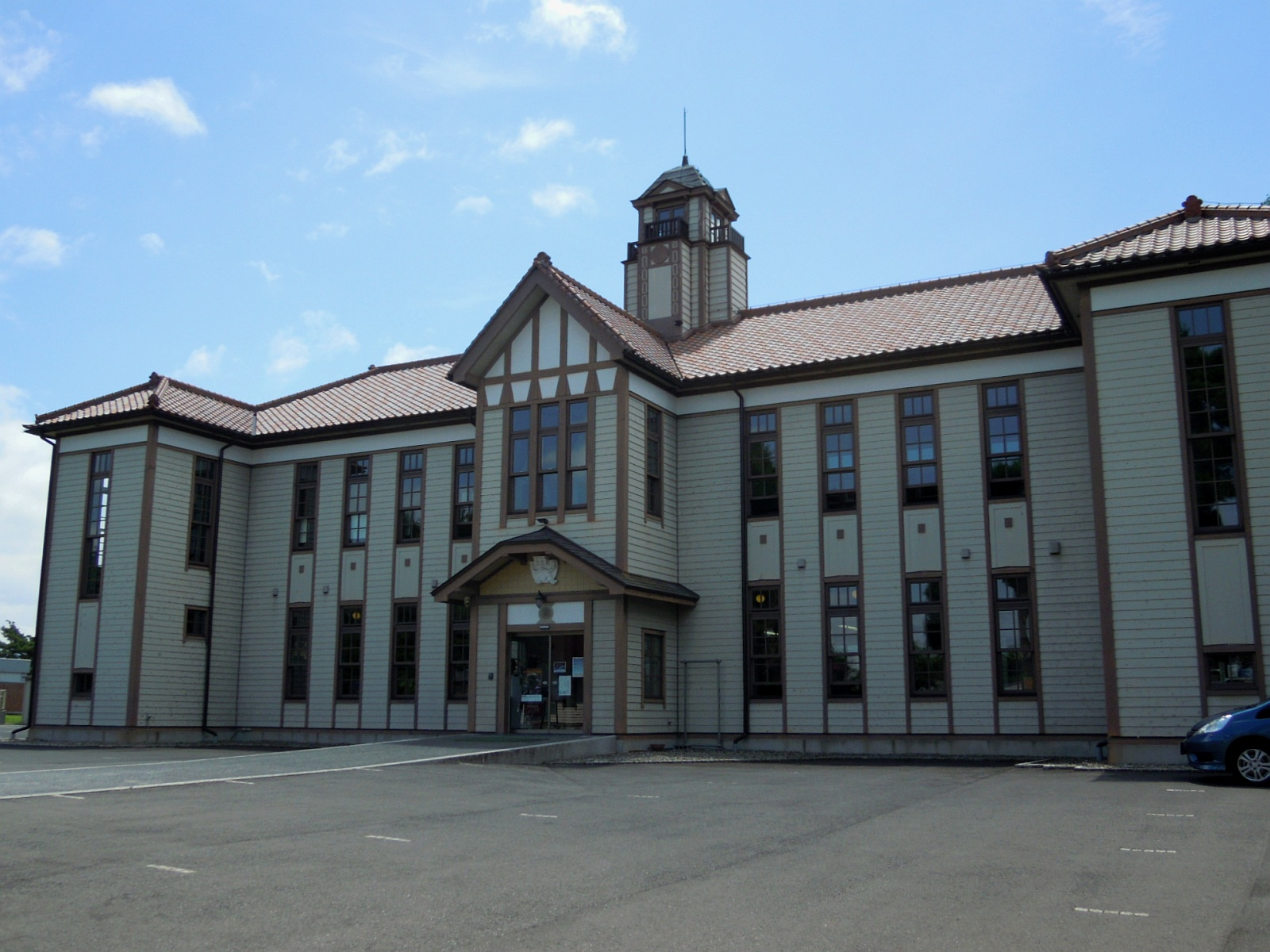
緯度観測所旧本館

1868年、明治維新の際の戊辰戦争では、仙台藩は奥羽越列藩同盟（北部政府）をつくって明治新政府と戦った。仙台藩の一門である水沢藩も白河の役に出陣したが、石切山などで敗れ、慶応4年6月12日に星隊長ら17人の死者を出した。新朝廷を創設する動きまであったが、敗戦により「東武朝廷」の誕生は成らなかった。
戊辰戦争敗戦にともない、水沢伊達氏領は仙台藩から没収されたため失領。翌明治2年（1869年）、邦寧は旧姓に復して留守氏を名乗る。同年、居城・水沢城が胆沢県庁として使用されることになり新政府に接収され、さらに水沢伊達氏家中は陪臣であるからとして帰農を命じられ、仙台藩の士族籍を得られなかった。このため、士分を保つために家中一同そろって北海道開拓に参加すべきとの意見が出されたが、邦寧は病身のため極寒の気候に耐えられないであろうとの判断から仙台に残留し、吉田元俶・坂本平九郎が家中200名を率いて石狩国札幌郡に移住した。この時、水沢伊達氏家中によって拓かれたのが平岸村（現・札幌市豊平区平岸）である。これにより大量の知識階級（武士階級）が北海道へ流出した。
明治時代には、廃藩置県により、胆沢県庁設置。その後、県合併により一関県、水沢県（水沢県庁は当初は水沢に置かれる予定であったが、現在の宮城県登米市登米町寺池に置かれた）、磐井県、岩手県となる。 1878年、胆沢江刺郡役所が水沢に置かれる。
なお、奥州市が属していた旧仙台藩領が「仙台県」とならずに「宮城県」となったのは、仙台藩の雄藩のイメージを明治新政府が抹殺したためだといわれる。但しこれは宮武外骨が昭和になって提唱した説であり、実際は官軍側であっても県名に郡名を採用した結果県名と都市名が一致しない例が沢山あることからも、俗説の域を出ない。
明治32年には世界に6箇所建設された国際緯度観測所の一つとして、水沢に緯度観測所（現国立天文台水沢VERA観測所）が開設された。初代所長である木村栄がZ項を発見した功績により、水沢緯度観測所が国際極運動観測事業の中央局となり、Mizusawaの名が世界に知られた。
明治以降は、県南の中核都市の一つで、商工業が盛んな地域として発展。現在でも旧侍町には多くの侍屋敷が残り周辺の歩道の整備などに力を入れている。
戦後も盛岡市に次ぐ商業都市として発展してきたが、90年代のバブル崩壊後は中心市街地が郊外の大型店出店などの影響により衰退している。

### 自治体としての水沢の歴史
- 1889年（明治22年）4月1日 - 町村制が施行される。
  - 塩竈村と常盤村の一部が合併し、胆沢郡水沢町が成立。
  - 白山村の一部と秋成村の一部が合併し、胆沢郡姉体村が成立。
  - 中野村、秋成村の一部、常盤村の一部が合併し、胆沢郡真城村が成立。
  - 宇佐村、満倉村、下河原村、常盤村の一部が合併し、胆沢郡佐倉河村が成立。
  - 黒石村が単独で村制施行し、江刺郡黒石村が成立。
  - 羽田村が単独で村制施行し、江刺郡羽田村が成立。
- 1954年（昭和29年）4月1日 - 水沢町、姉体村、真城村、佐倉河村、黒石村、羽田村が合併し、水沢市となる。
- 1955年（昭和30年）7月1日 - 胆沢郡胆沢村の一部を編入する。
- 1985年（昭和60年）3月14日 - 東北新幹線水沢江刺駅開業。
- 1990年（平成2年）4月10日　岩手めんこいテレビ設立
- 1991年（平成3年）4月1日　岩手めんこいテレビ開局
- 2006年（平成18年）2月20日 - 江刺市、胆沢郡前沢町、胆沢町、衣川村の1市2町1村と合併し、奥州市となる。

## 行政

### 歴代市長
| 代     | 氏名     | 就任                      | 退任                      | 備考 |
| ------ | -------- | ------------------------- | ------------------------- | ---- |
| 1      | 藤原喜蔵 | 昭和29年（1954年）4月29日 | 昭和31年（1956年）1月28日 | 辞職 |
| 2〜4   | 佐藤哲郎 | 昭和31年（1956年）1月29日 | 昭和43年（1968年）1月24日 |      |
| 5〜9   | 高橋忠八 | 昭和43年（1968年）1月25日 | 昭和59年（1984年）1月21日 |      |
| 10     | 坂本至正 | 昭和59年（1984年）1月22日 | 昭和63年（1988年）1月23日 |      |
| 11     | 鈴木貞蔵 | 昭和63年（1988年）1月24日 | 平成4年（1992年）1月18日  |      |
| 12〜16 | 後藤晨   | 平成4年（1992年）1月19日  | 平成16年（2004年）1月28日 |      |
| 17     | 高橋光夫 | 平成16年（2004年）1月29日 | 平成18年（2006年）2月19日 | 廃止 |

## 姉妹都市・友好都市
- 長沼町（北海道 夕張郡）
  - 1973年（昭和48年）5月9日姉妹都市提携

## 経済

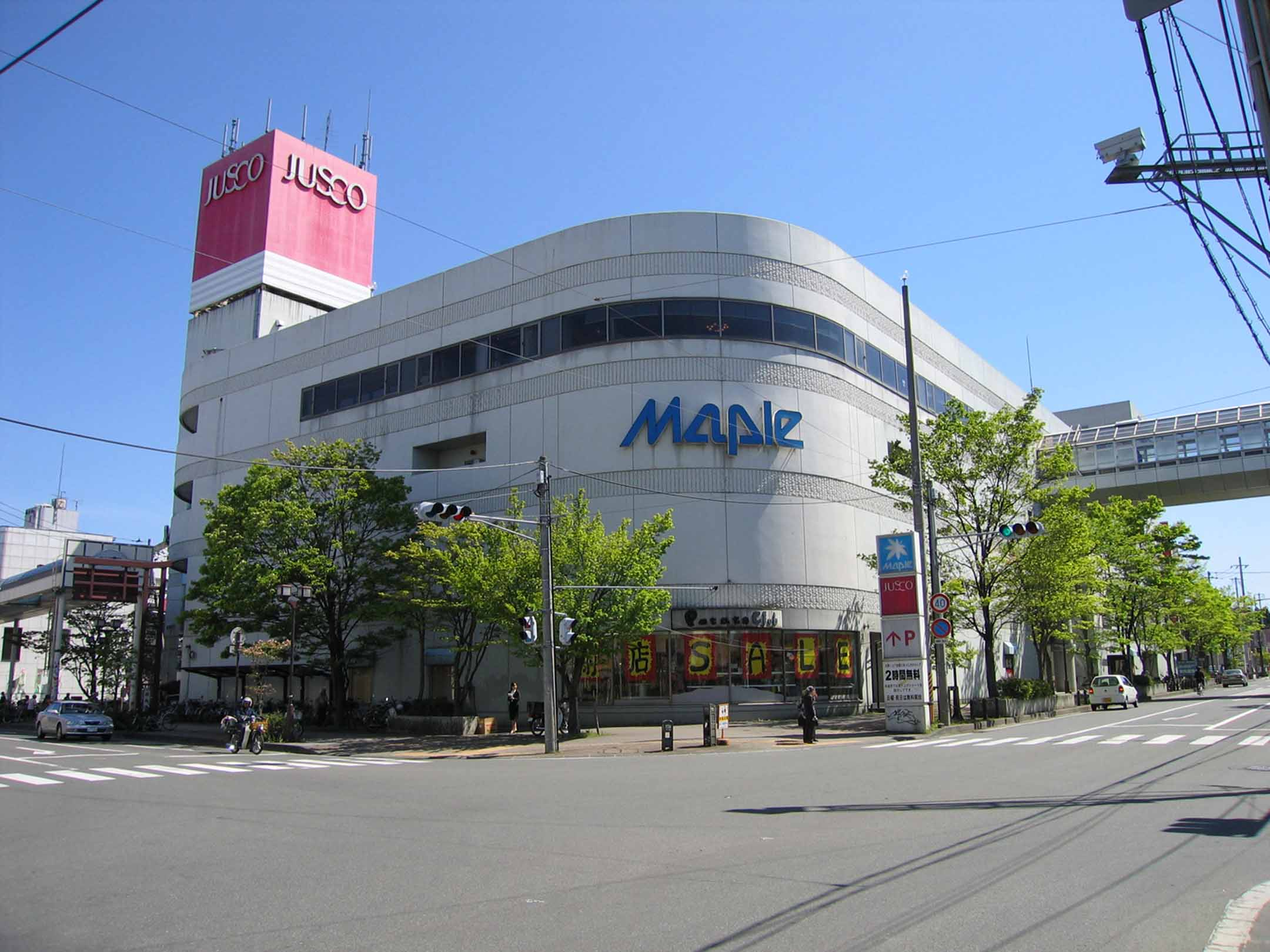
メイプル（ジャスコ水沢店）

水沢の中心市街地は江戸時代から昭和まで商人の町として栄え、岩手県南部の商業集積地として発展した。1990年代中頃まで従来の商店の他にマルサンデパート、マルカンデパート、ダイコー、三春屋（後のダイエー）、ジャスコなどの大型百貨店が進出し、中心市街地の規模では盛岡を凌いで県内一栄えた。
しかし、グローバル化が進んだ2000年以降は平成不況や、旧大店法廃止の影響により、国道や幹線道路沿いへのロードサイド店舗や郊外型大型店の開発が進み、駐車場の狭い中心市街地の大型百貨店や個人商店の撤退・閉店が相次ぎ、空洞化が進んだ。
また、高齢化や首都圏の人口流出、モータリゼーション、ネットショッピングの普及、個人商店の後継者不足に加え、周辺市町村の工業団地の整備が進むにつれ昼間人口の流出が顕著となり商業集積地としての機能が失われつつある。

### 主な商業施設
- メイプル（旧・ジャスコ水沢店）
- カルチャーパークあてるい

### 伝統産業
- 南部鉄器

### 本社を置く主要企業
- 水沢信用金庫
- 水沢陸送
- 水沢ガス
- 水沢タクシー
- 北都交通
- 高豊
- 杉沢薬品

### 主な事業所
- 日立メディアエレクトロニクス水沢工場（日立製作所子会社）
- デサントアパレル株式会社水沢工場（デサント子会社、水沢ダウンを制作）

## マスメディア

### 新聞社
- 胆江日日新聞

### 放送局
- 水沢テレビ（ケーブルテレビ）

※岩手めんこいテレビ（開局当初に水沢市に本社・演奏所を構えていたが、のちに盛岡市に移転した）

## 教育

### 大学
当市には大学がなかったため、長らく大学誘致運動が行われていた。黒石町に東海大学の学部を誘致する構想があったが、実現しなかった。
- 総合研究大学院大学物理科学研究科天文科学専攻 - 大学共同利用機関法人 自然科学研究機構 国立天文台水沢キャンパス
- 岩手大学工学部附属鋳造技術研究センター
- 放送大学岩手学習センター水沢校

### 専修学校
- 岩手県立水沢高等看護学院
- 水沢学苑看護専門学校

### 高等学校
- 岩手県立水沢高等学校
- 岩手県立水沢商業高等学校
- 岩手県立水沢工業高等学校
- 岩手県立杜陵高等学校水沢分室
- 水沢第一高等学校

### 中学校
- 水沢市立水沢中学校
- 水沢市立東水沢中学校
- 水沢市立南中学校

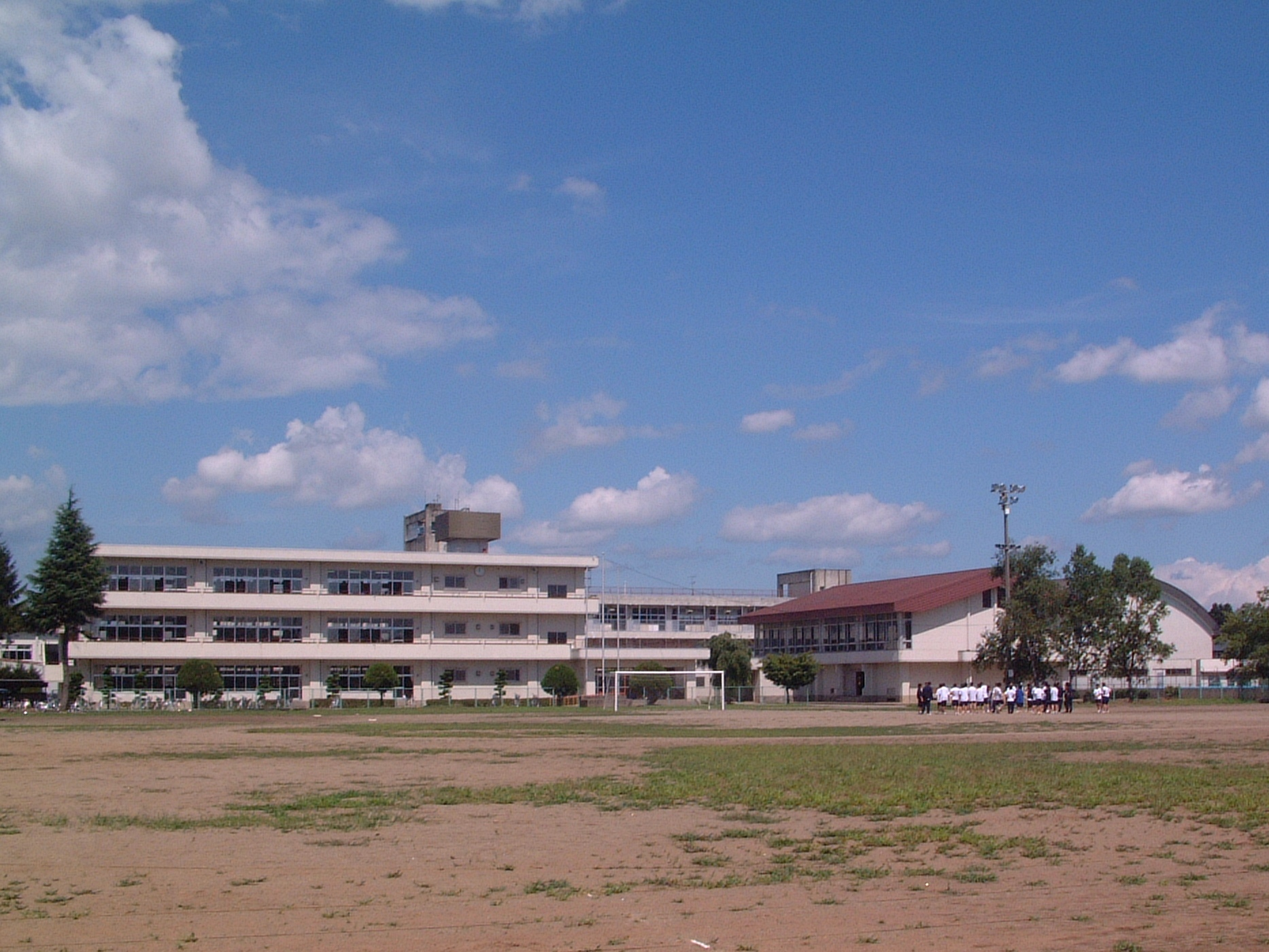
南中学校

南中学校は、文部科学省が推進する「学力向上フロンティア」指定校（フロンティアスクール）である。

### 小学校
- 水沢市立水沢小学校
- 水沢市立水沢南小学校
- 水沢市立姉体小学校
- 水沢市立真城小学校
- 水沢市立佐倉河小学校
- 水沢市立黒石小学校
- 水沢市立常盤小学校
- 水沢市立羽田小学校

### 学校教育以外の施設
- 岩手県立産業技術短期大学校水沢校（旧・岩手県立高度技術専門学院）※職業能力開発促進法に基づく職業能力開発短期大学校

## 交通

### 鉄道

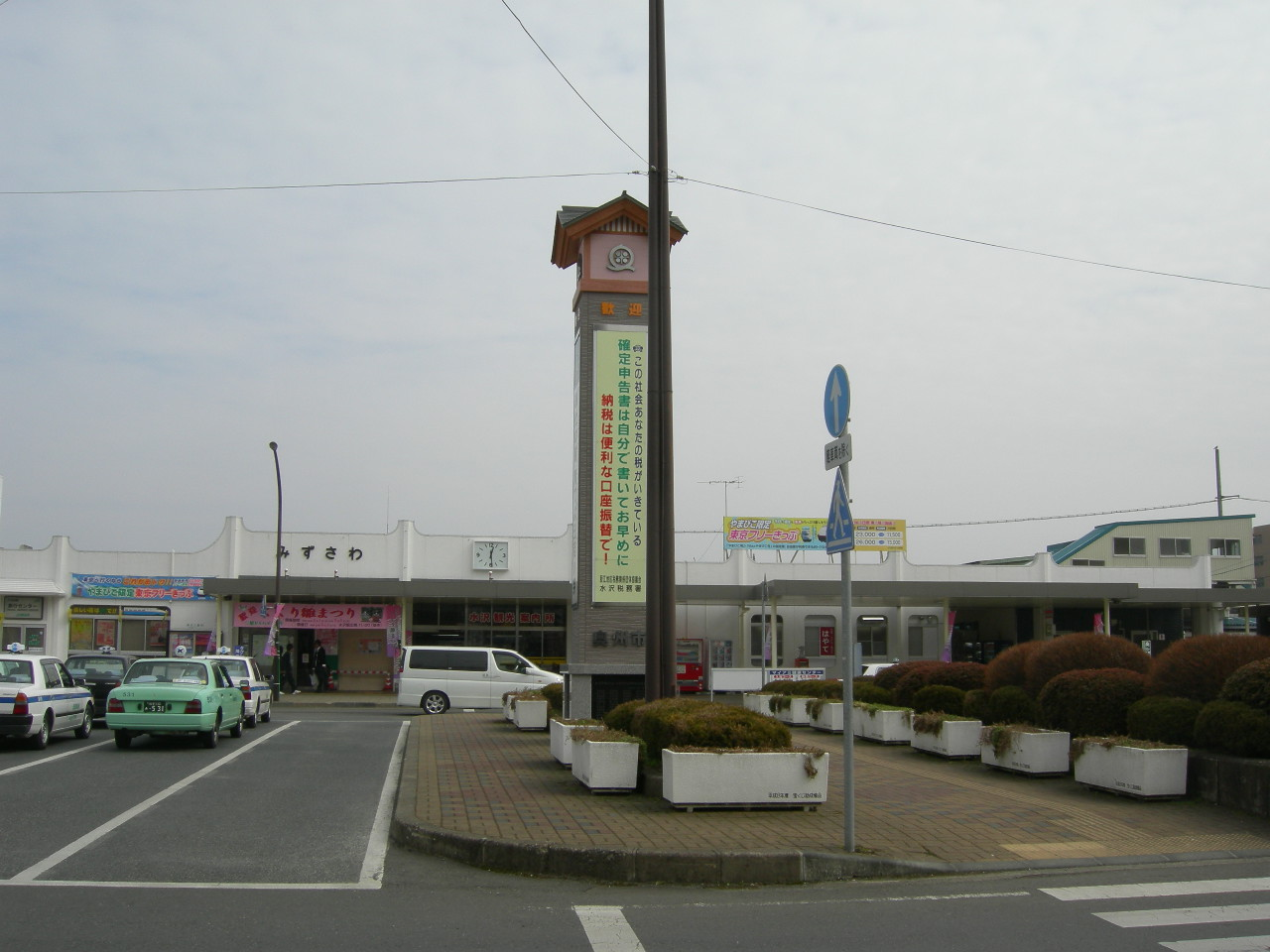
水沢駅

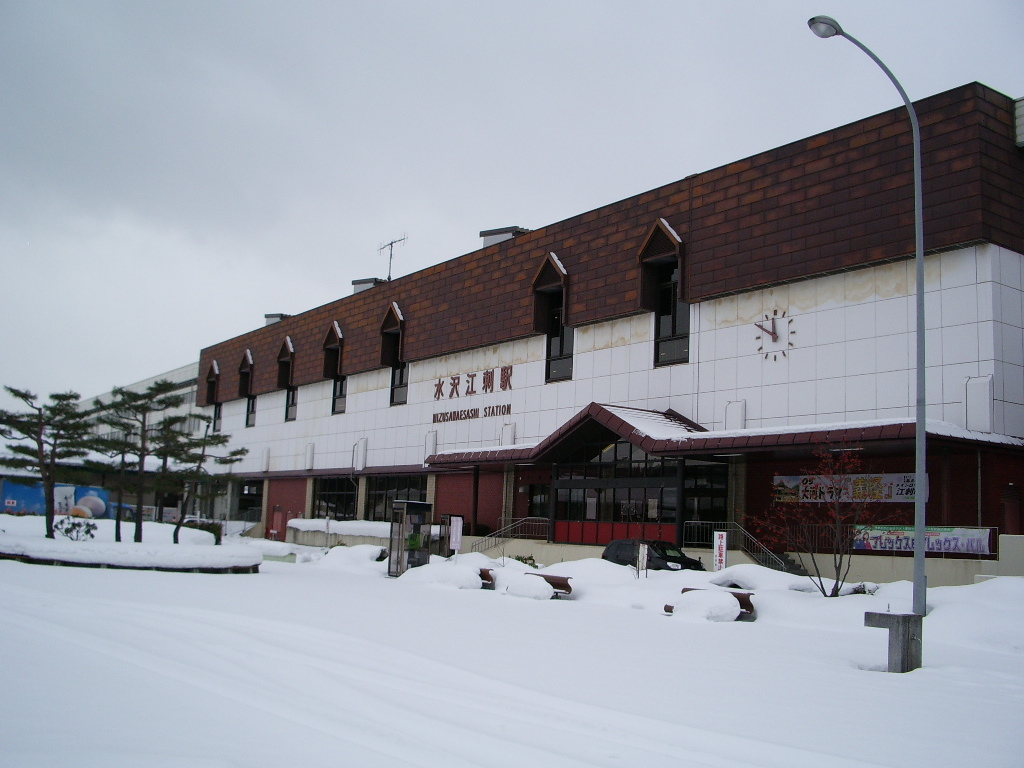
水沢江刺駅

- 東日本旅客鉄道（JR東日本）
  - 東北新幹線 ： 水沢江刺駅
  - 東北本線 ： 陸中折居駅 - 水沢駅

### 道路
- 高速自動車国道
  - 東北自動車道 ： 水沢IC
- 一般国道
  - 国道4号
  - 国道343号
    - 道の駅 ： みずさわ

  - 国道397号
- 主要地方道
  - 岩手県道8号水沢米里線
  - 岩手県道14号一関北上線
- 一般県道
  - 岩手県道113号水沢停車場線
  - 岩手県道175号陸中折居停車場線
  - 岩手県道176号供養塚折居線
  - 岩手県道197号田原折居線
  - 岩手県道226号佐倉河真城線
  - 岩手県道235号永沢水沢線
  - 岩手県道236号衣川水沢線
  - 岩手県道251号玉里水沢線
  - 岩手県道270号西根佐倉河線
  - 岩手県道288号北上水沢線

## 観光

### 寺院・神社
- 正法寺（曹洞宗三本山の一つ。本堂、庫裏、惣門が国の重要文化財）
- 黒石寺（東北地方最古の寺。平安時代初期の在銘像である木造薬師如来坐像、木造僧形坐像、木造四天王立像が国の重要文化財）
- 駒形神社（陸中国一宮）
- 日高神社（本殿が国の重要文化財）

正法寺
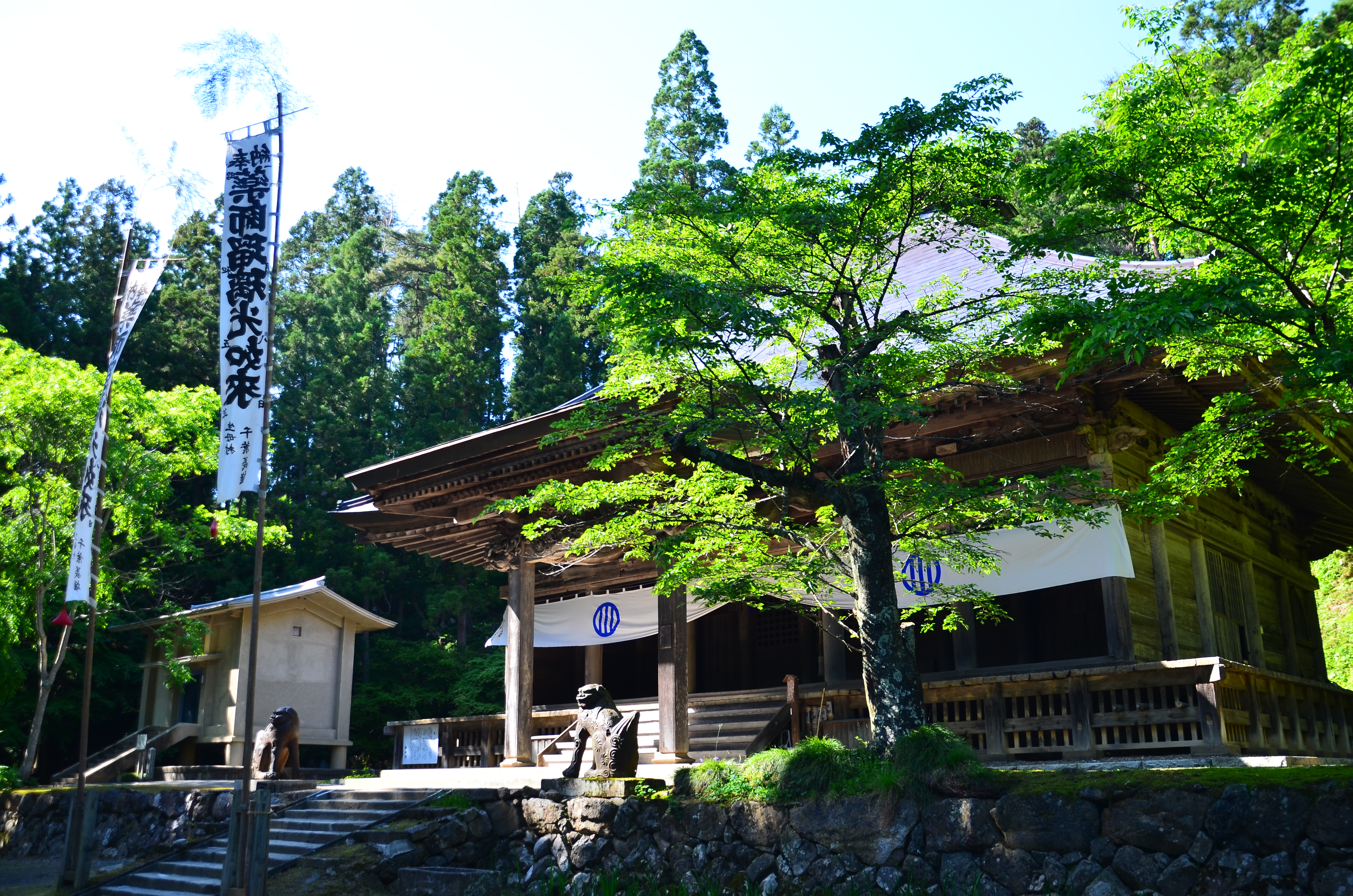
黒石寺
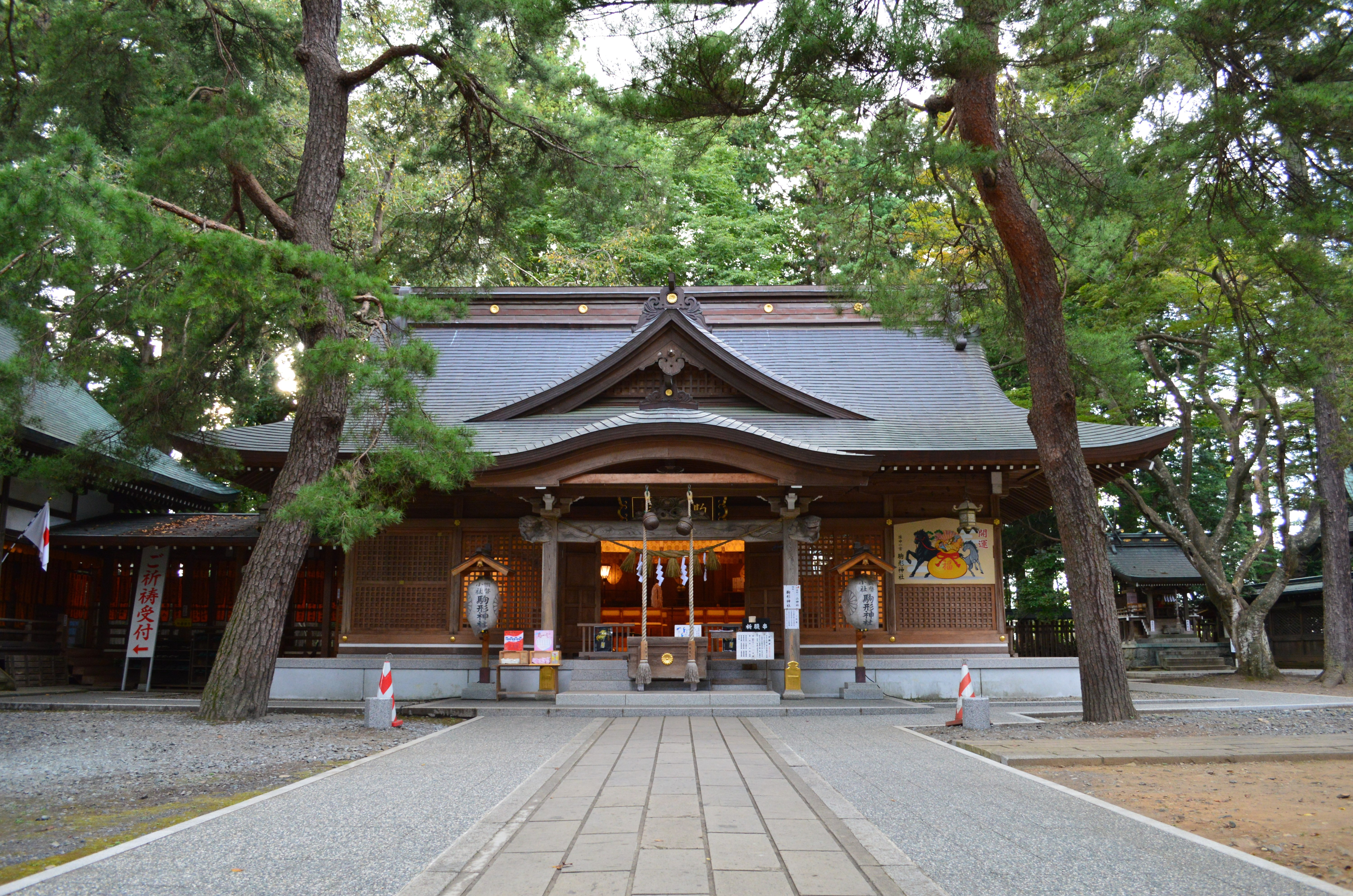
駒形神社
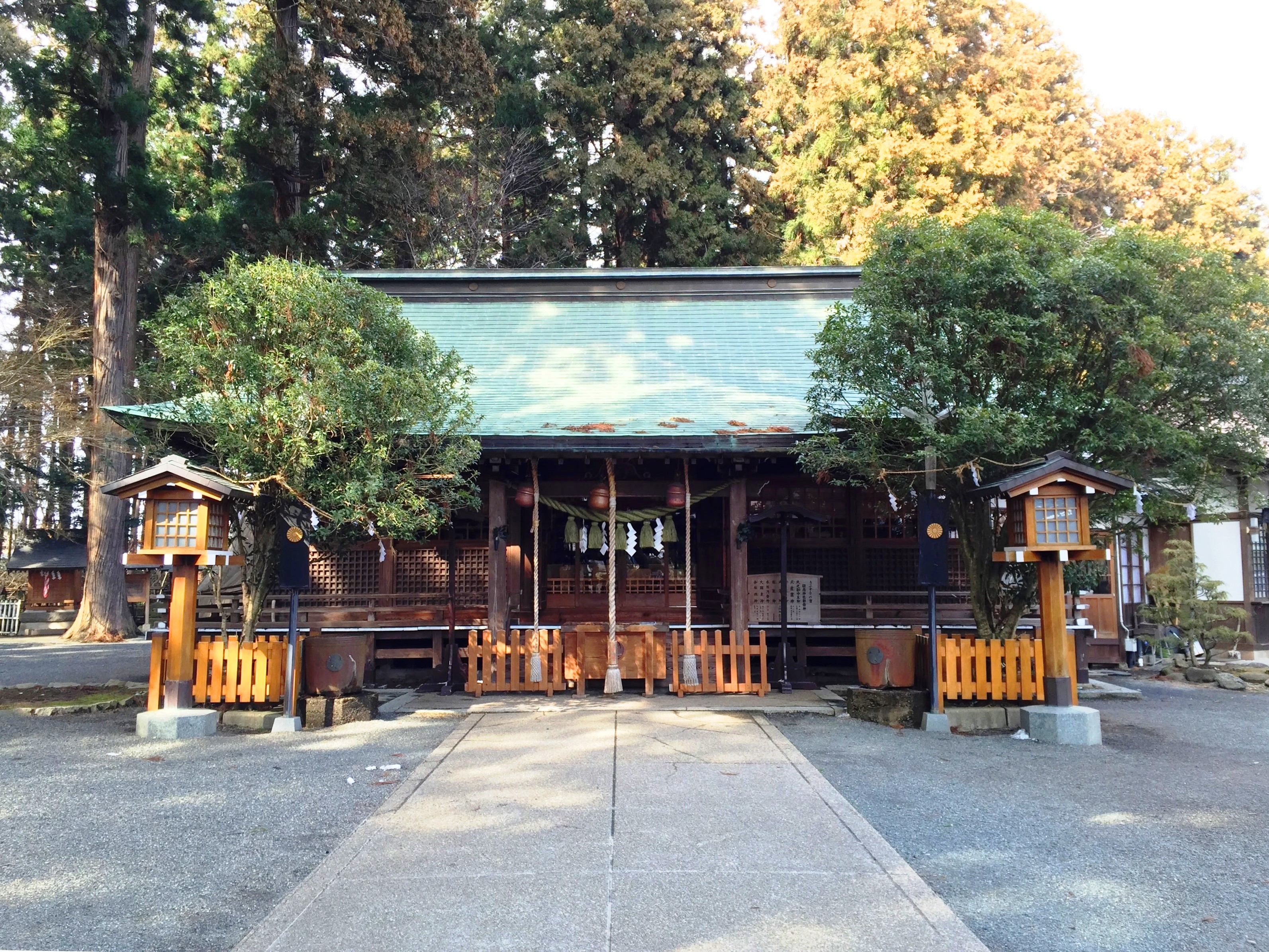
日高神社

### 旧跡
- 胆沢城跡（国の史跡）
- 高野長英旧宅（国の史跡）
- 黒石の十三塚（国の重要有形民俗文化財）

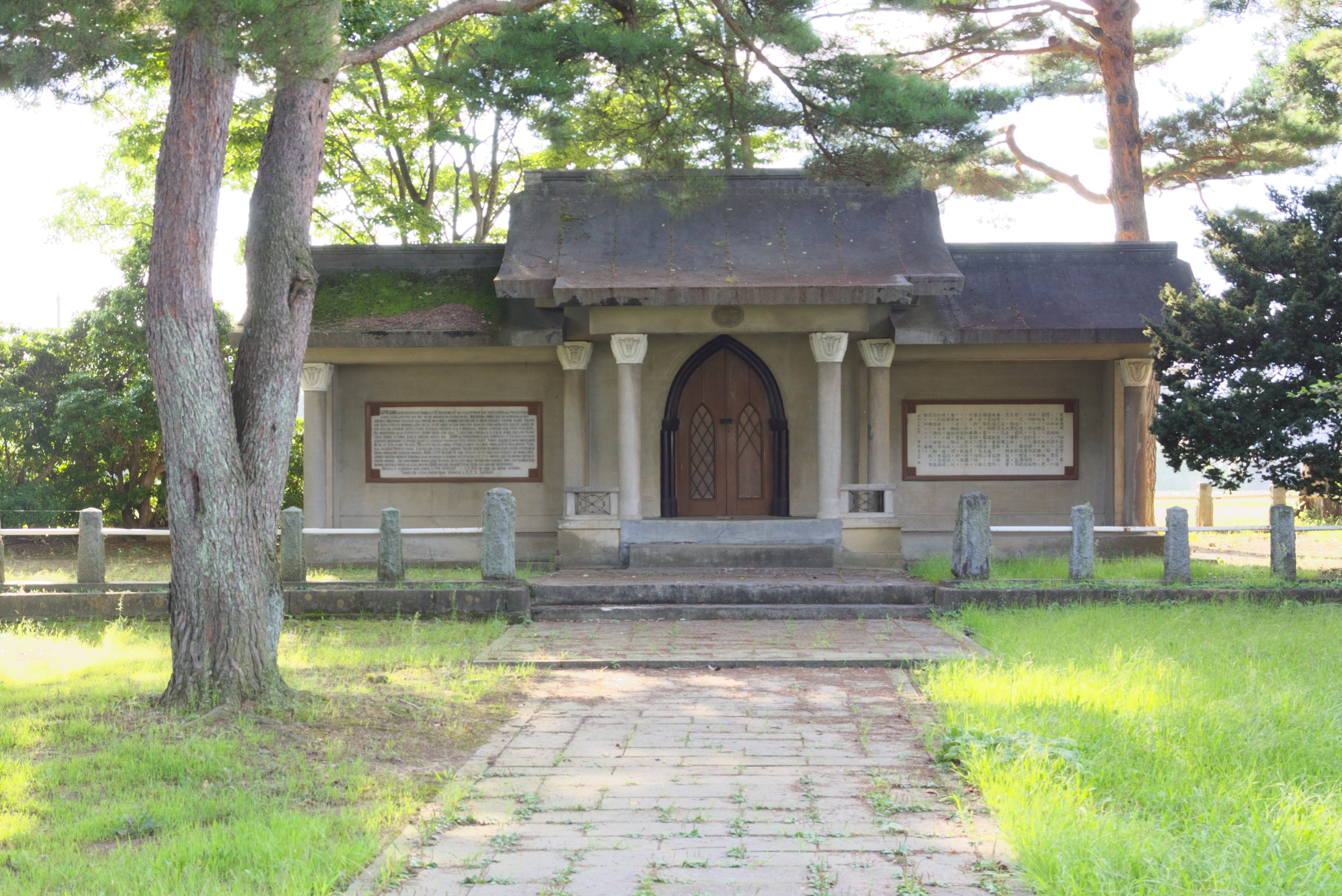
後藤寿庵廟堂

- 水沢の侍町（みちのくの小京都と称される）
- 後藤寿庵遺跡
- 羽黒山（阿弖流爲・母礼慰霊碑）

### レジャー

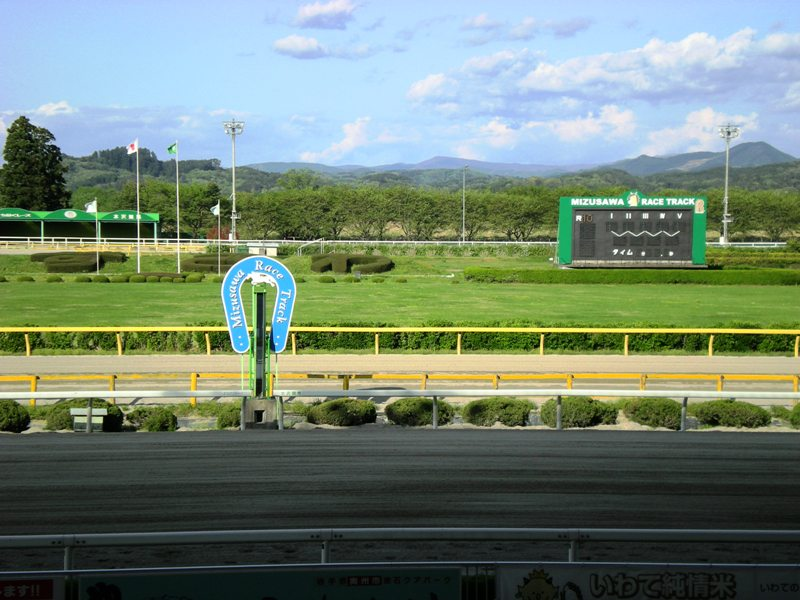
水沢競馬場

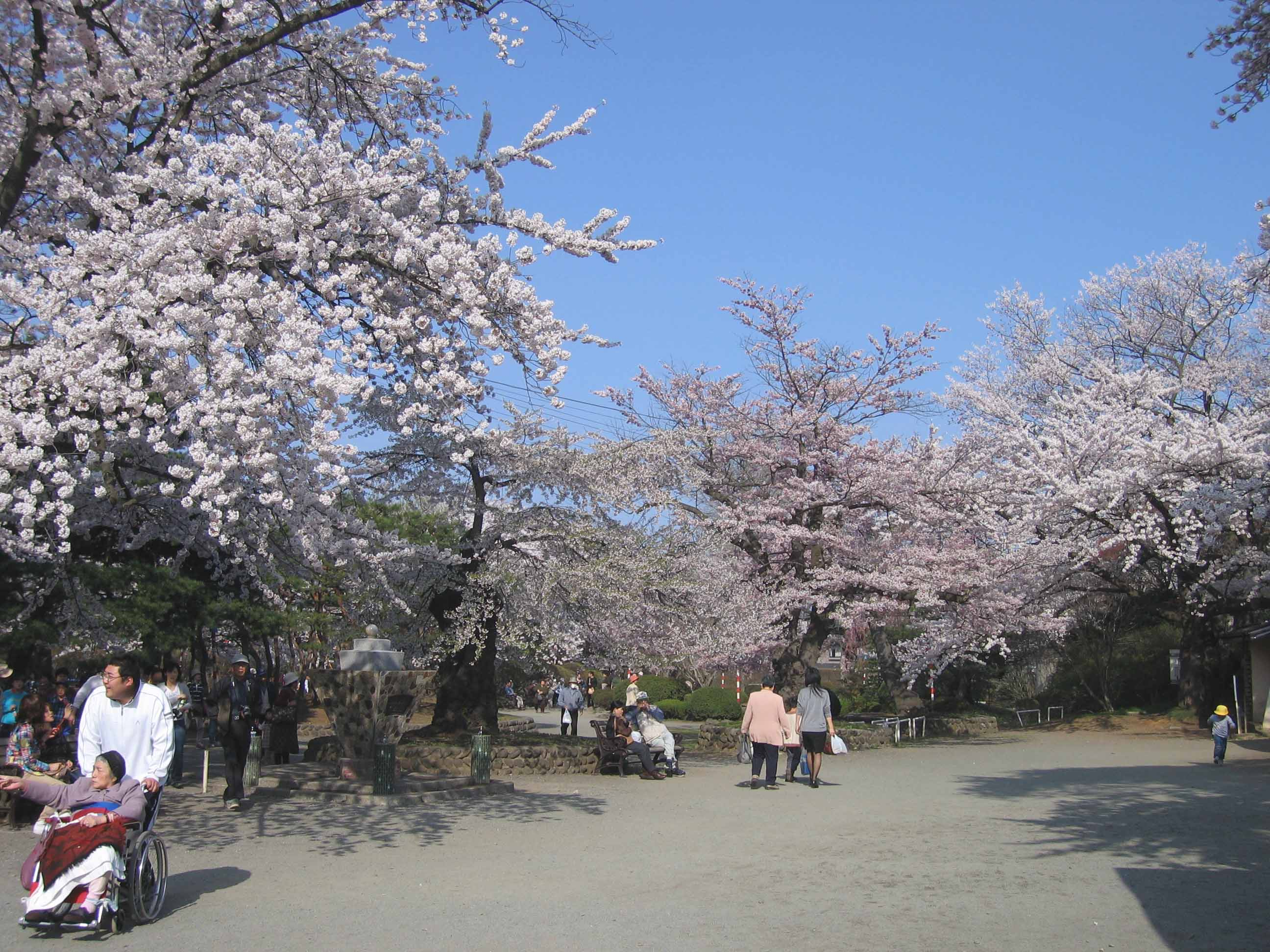
水沢公園

- 水沢競馬場（トウケイニセイやメイセイオペラ、トーホウエンペラーなどが過去に所属）
- 水沢公園
- 見分森公園
- 巣伏公園
- 水沢ふれあいの丘公園

### 博物館施設
- 国立天文台水沢緯度観測所
  - 木村栄記念館
- 高野長英記念館
- 後藤新平記念館
- 斎藤実記念館
- 後藤伯記念公民館（日本初の公民館）
- 水沢市立武家住宅資料センター
- 水沢市立埋蔵文化調査センター
- 水沢市伝統産業会館 キューポラの館
- 水沢市消防記念館

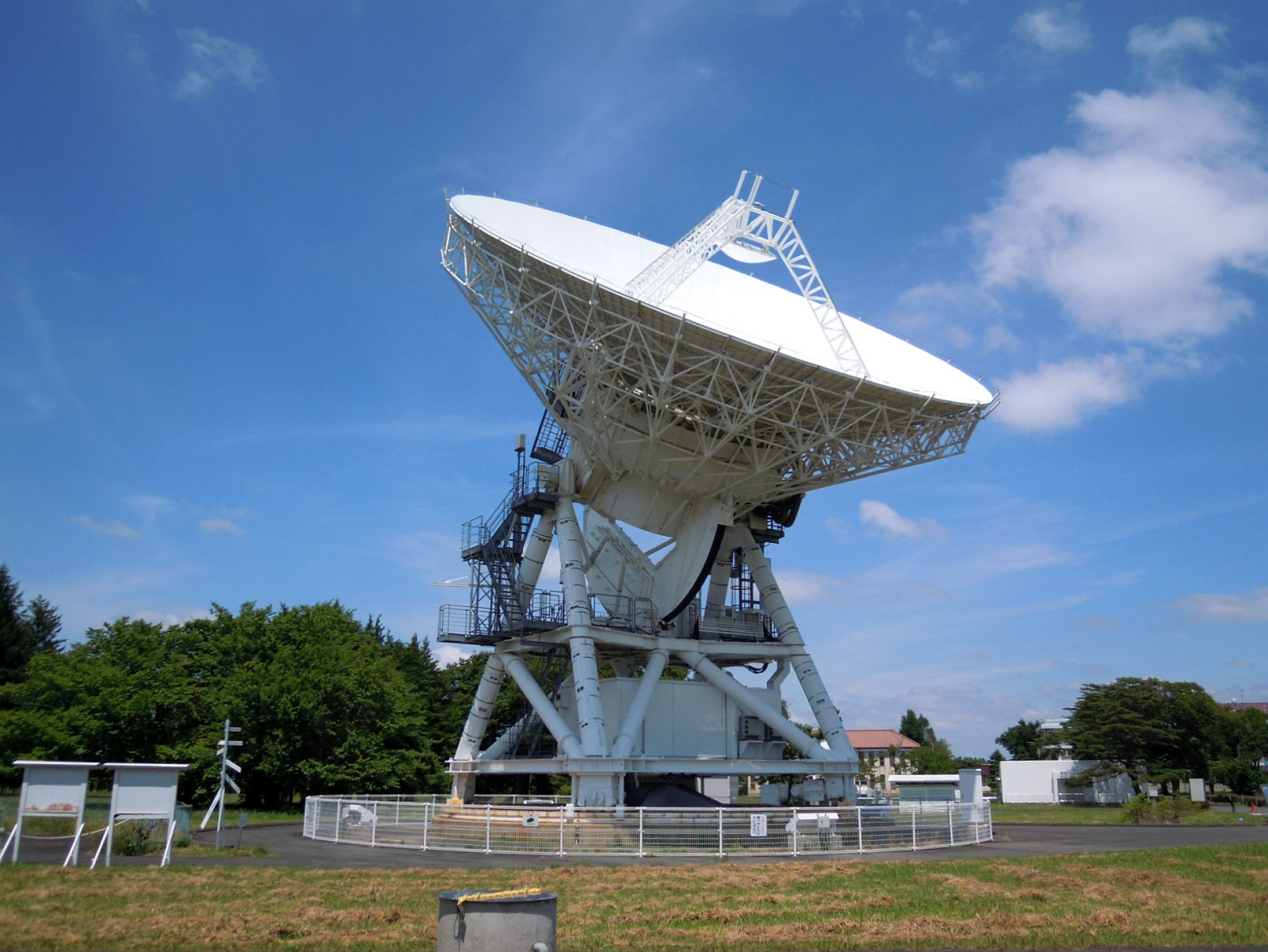
水沢緯度観測所

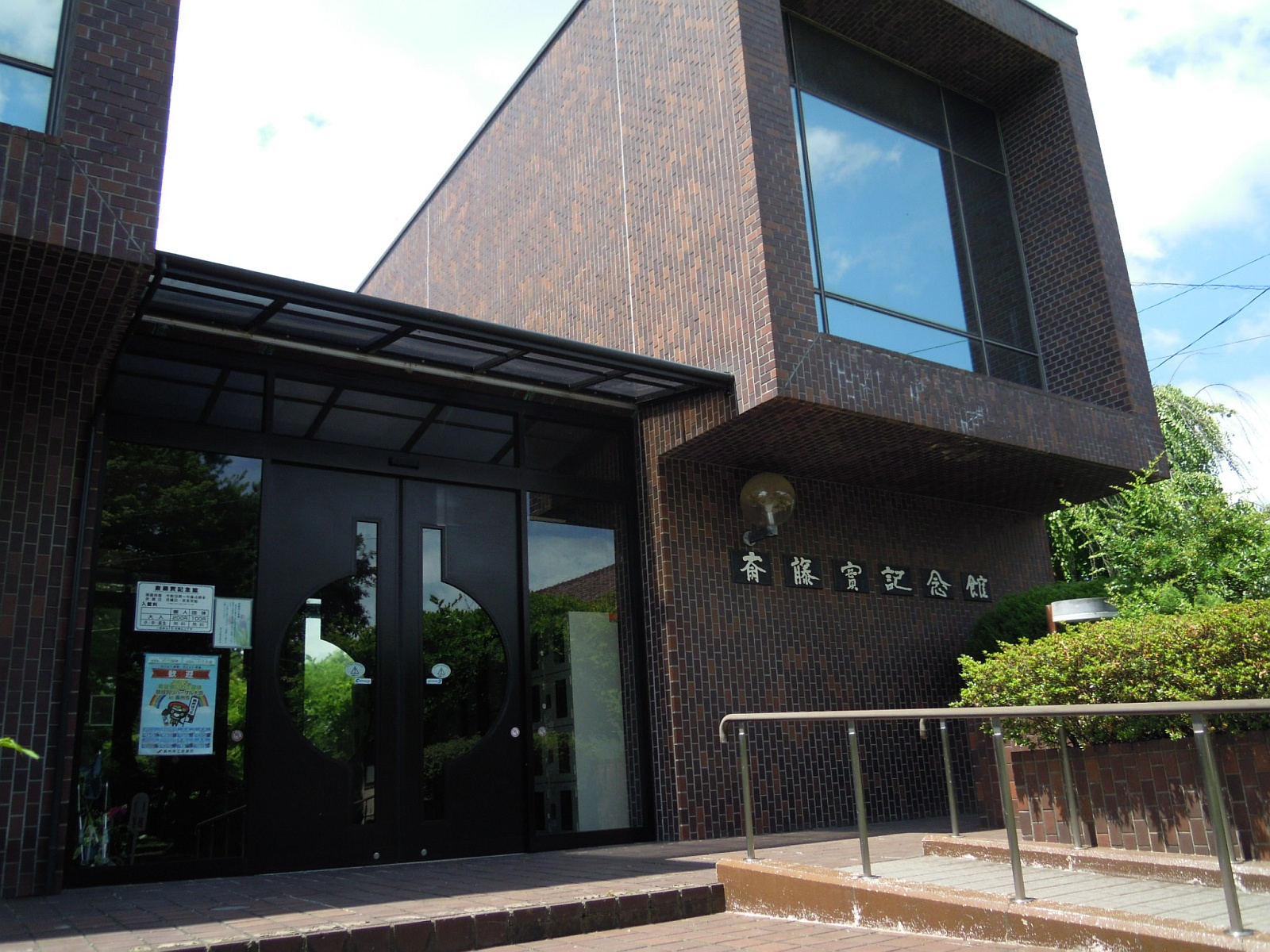
齋藤實記念館

- めんこい美術館（旧・岩手めんこいテレビ本社）

### 祭り

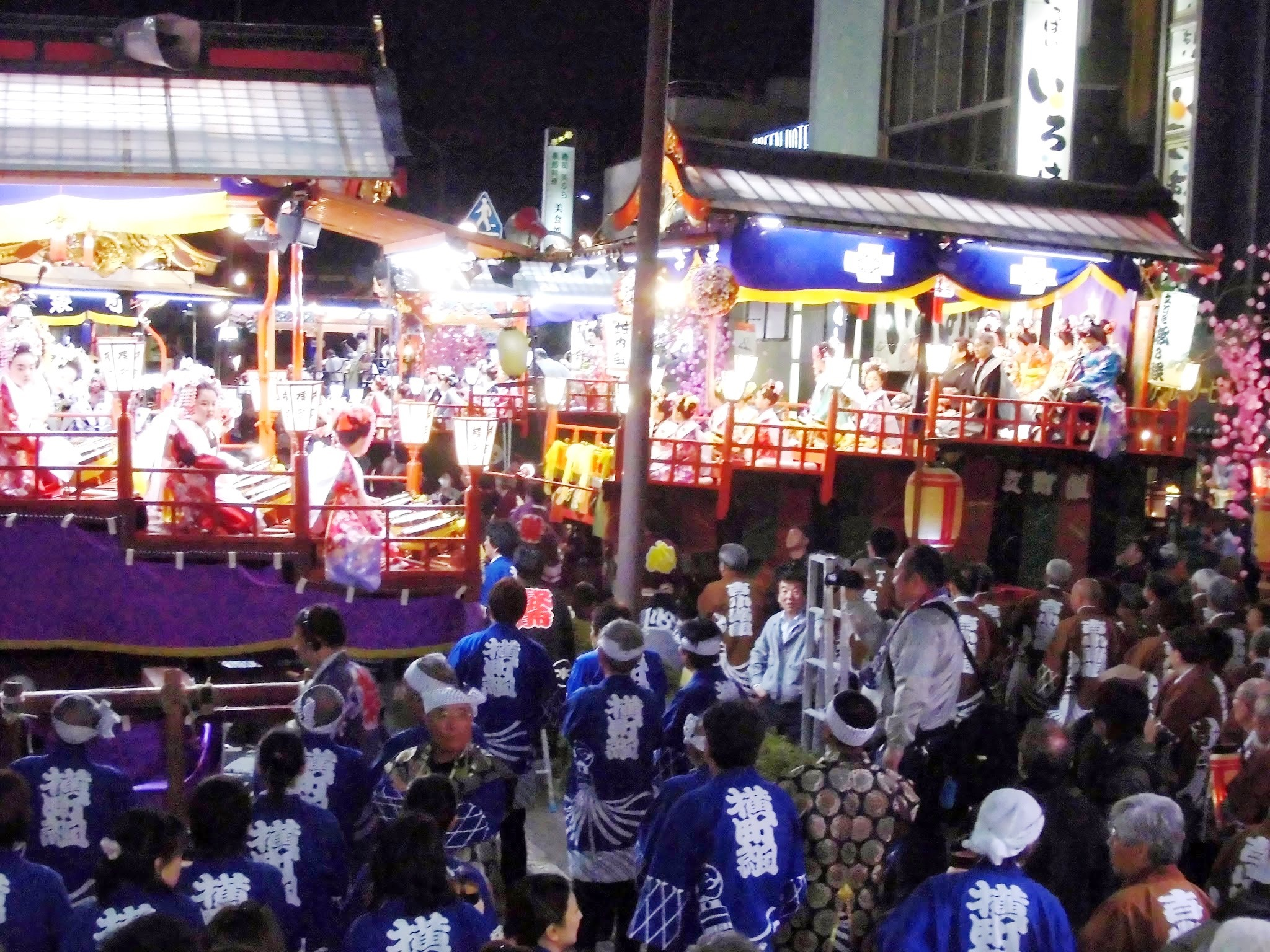
日高火防祭　揃い打ち

- 日高火防祭り（県指定無形民俗文化財）
- 黒石寺蘇民祭（国の選択無形民俗文化財）
- 水沢夏祭り
  - 水沢ざっつぁかまつり
- 商人祭り
- 子供騎馬武者行列
- 南部鉄器まつり
- アテルイ歴史の里まつり
- 水沢グルメまつり
- 水沢くくり雛まつり

### 名物・特産物
- 南部鉄器
- 水沢牛
- 天瓢（地酒）

## スポーツチーム
- 水沢駒形野球倶楽部（野球）
- 水沢サッカークラブ（サッカー）

## 出身有名人
- アテルイ - ヤマトの侵略に対して戦った蝦夷の軍事指導者
- 高野長英 - 江戸後期の医者、蘭学者
- 箕作省吾 - 江戸後期の地理学者
- 山崎為徳 - 明治初期の宗教家、神学者
- 片桐清治 - 牧師、日本組合基督教会の東北地方の重鎮
- 斎藤斐章 - 教育者、歴史学者、東京高等師範学校教授
- 下飯坂権三郎 - 明治期の衆議院議員、自由民権運動家
- 後藤新平 - 台湾総督府民政長官、満鉄初代総裁、東京市（現・東京都）第7代市長等
- 齋藤實 - 海軍大将、海軍大臣、朝鮮総督、ジュネーブ海軍軍縮会議主席全権、第30代内閣総理大臣等
- 吉川鉄之助 - 北海道長沼町開拓の祖
- 郷古潔 - 三菱重工業社長・会長、日本航空協会初代会長、東條内閣顧問（A級戦犯）
- 入間野武雄 - 大蔵官僚、日本専売公社総裁
- 下飯坂元 - 朝鮮総督府官僚、水沢町長
- 藤原喜蔵 - 朝鮮総督府官僚、初代水沢市長
- 小沢佐重喜 - 衆議院議員、弁護士、建設大臣、郵政大臣、自民党国対委員長等
- 椎名悦三郎 - 商工次官、軍需次官、衆議院議員、外務大臣、内閣官房長官、自由民主党副総裁・総務会長・政調会長等
- 穀田恵二 - 衆議院議員、日本共産党国会対策委員長
- 岡原昌男 - 検察官、第8代最高裁判所長官
- 吉田瑞彦 - 弁護士、日本弁護士連合会理事
- 浅沼新 - 銀行家
- 及川昭伍-官僚、国民生活センター理事長
- 及川仁 - ジャーナリスト
- 阿部博友 - 法学者、一橋大学名誉教授、国際取引法学会会長
- 森口多里 - 美術史家
- 高橋萬右衛門 - 植物育種の研究者、北海道大学名誉教授
- 門脇和男 - 物理学者、筑波大学大学院教授
- 小野寺理 - 医師、新潟大学准教授
- 及川清昭 - 都市工学・建築学者、立命館大学教授
- 阿部渉 - NHKアナウンサー
- 小野礼子 - フリーアナウンサー
- 田中康男 - IBC岩手放送アナウンサー
- 一城みゆ希 - 声優[1]
- 小野寺悦子 - 詩人、童話作家
- 神山睦美 - 文芸評論家
- 佐藤嗣麻子 - 映画監督
- 及川拓郎 - 映画監督、脚本家、作家
- 酒井くにお・とおる - 漫才師
- 鈴々木保香 - グラビアアイドル
- 菅英三子 - 声楽家（ソプラノ）　宮城県仙台市出身と紹介されることも多いが出生地は水沢である
- 田代美佳 - ピアニスト
- 常盤新平 - 作家
- 後藤寿庵 - 漫画家
- 小嶋久輝 - 騎手
- 小林俊彦 - 騎手
- 菅原俊吏 - 騎手
- 那須川瑞穂 - 陸上競技選手
- 及川裕奨 - 競輪選手
- 松本哲也 - シンガーソングライター
- 佐々木精治郎 - 画家
- 地下沢中也 - 漫画家
- 北條愁子 - テレビユー福島アナウンサー
- 飯尾一慶 - サッカー選手
- 菊池忍 - サッカー指導者
- 徹肌ィ郎 - 総合格闘家
- 吉田戦車 - 漫画家
- 吉田富穂 - 農業機械の第一人者
- 大谷翔平 - プロ野球選手
- 大谷龍太 - 野球指導者
- 菅原初代 - フードファイター[2]

### 水沢市名誉市民
- 斎藤春子 - 斎藤実の妻
- 池田徹郎 - 緯度観測所第3代所長

### ゆかりの有名人
- 岩本義行 - プロ野球選手
- 小沢一郎 - 衆議院議員、自治大臣、自民党幹事長、新生党代表幹事、自由党党首等
- 小野寺悦子 - 詩人、童話作家
- 加藤芳郎 - 漫画家、タレント、司会者
- 木村栄 - 天文学者、理学博士
- 後藤寿庵 - キリスト教信者の武士、伊達政宗家臣
- 坂上田村麻呂 - 平安時代の武官
- 椎名素夫 - 政治家、物理学者
- 菅原松応姫 - 菅原道真の息女
- 菅原梅枝姫 - 菅原道真の二女
- 鈴木耕治 - アナウンサー
- 千昌夫 - 演歌歌手
- 千田正 - 参議院議員、岩手県知事
- 正岡子規 - 俳人、歌人、国語学研究家
- 源頼義 - 平安時代中期の武将
- 源義家 - 平安時代後期の武将
- 宮沢賢治 - 詩人、童話作家
- 留守氏（水沢伊達氏） - 水沢城主

## 百選
- 日本の音風景100選：水沢駅の南部風鈴